# Live (13th Floor Elevators album)
Live är det tredje studioalbumet, utgivet 1968, med det amerikanska rockbandet 13th Floor Elevators. Albumet har försetts med oäkta publiksljud och applåder för att illudera ett livealbum. Albumet utgavs av skivbolaget "International Artists" och är baserat på tidigare demo-inspelningar.

## Låtlista
Sida A
1. "Before You Accuse Me" (Ellas McDaniel) – 3:58
2. "She Lives (In a Time of Her Own)" (Roky Erickson, Tommy Hall) – 3:09
3. "Tried to Hide" (Stacy Sutherland, Tommy Hall) –  3:06
4. "You Gotta Take That Girl" (Powell St.John) – 3:17
5. "I'm Gonna Love You Too" (Norman Petty, Niki Sullivan, Joe B. Mauldin) – 2:10

Sida B
1. "Everybody Needs Somebody to Love" (Bert Russell, Gerry Wexler, Solomon Burke) – 4:10
2. "I've Got Levitation" (Stacy Sutherland, Tommy Hall) – 2:58
3. "You Can't Hurt Me Anymore" (Roky Erickson, Tommy Hall) – 4:03
4. "Roller Coaster" (Roky Erickson, Tommy Hall) – 5:23
5. "You're Gonna Miss Me" (Roky Erickson) – 2:33